# Richard Allen Davis
Richard Allen Davis (ur. 2 czerwca 1954 w San Francisco) – amerykański morderca, którego skazano na śmierć w 1996 roku za porwanie, gwałt oraz zabójstwo 12-letniej Polly Klaas w 1993 roku. Został osadzony w pojedynczej celi w bloku śmierci więzienia stanowego San Quentin w Kalifornii, gdzie oczekuje na wykonanie wyroku.